# Марія Генрієтта Стюарт
Марія Генрієтта Стюарт (англ. Mary Henrietta Stuart; 4 листопада 1631, палац Святого Якова, Лондон, Англія — 24 грудня 1660, палац Вайтголл, Лондон, Англія) — англійська принцеса з династії Стюартів, принцеса Оранська та графиня Нассау за шлюбом зі штатгальтером Вільгельмом II.
Старша дочка короля Англії та Шотландії Карла I та його дружини Генрієтти Марії — французької принцеси. У віці 9 років, у 1641 році, була одружена із майбутнім штатгальтером Нідерландів Вільгельмом Оранським. Через молодий вік залишалася в Англії з батьками, проте через політичну ситуацію, що склалася в Англії та Шотландії, у лютому 1642 року з матір'ю виїхала до Нідерландів. Тоді ж батько надав їй запроваджений ним новий титул Королівської принцеси.
1647 року чоловік Марії Генрієтти став принцом Оранським Вільгельмом II. 1650 року він помер від натуральної віспи, а за кілька днів після цього принцеса народила сина Вільгельма, що згодом правив Нідерландами, а пізніше також Англією і Шотландією як Вільгельм III. У 1650-х роках принцеса боролася проти свекрухи Амалії Зольмс-Браунфельської за право регентства над сином. 1660 року, після реставрації Стюартів у Англії, повернулася на батьківщину, де захворіла на віспу і померла.

## Ранні роки

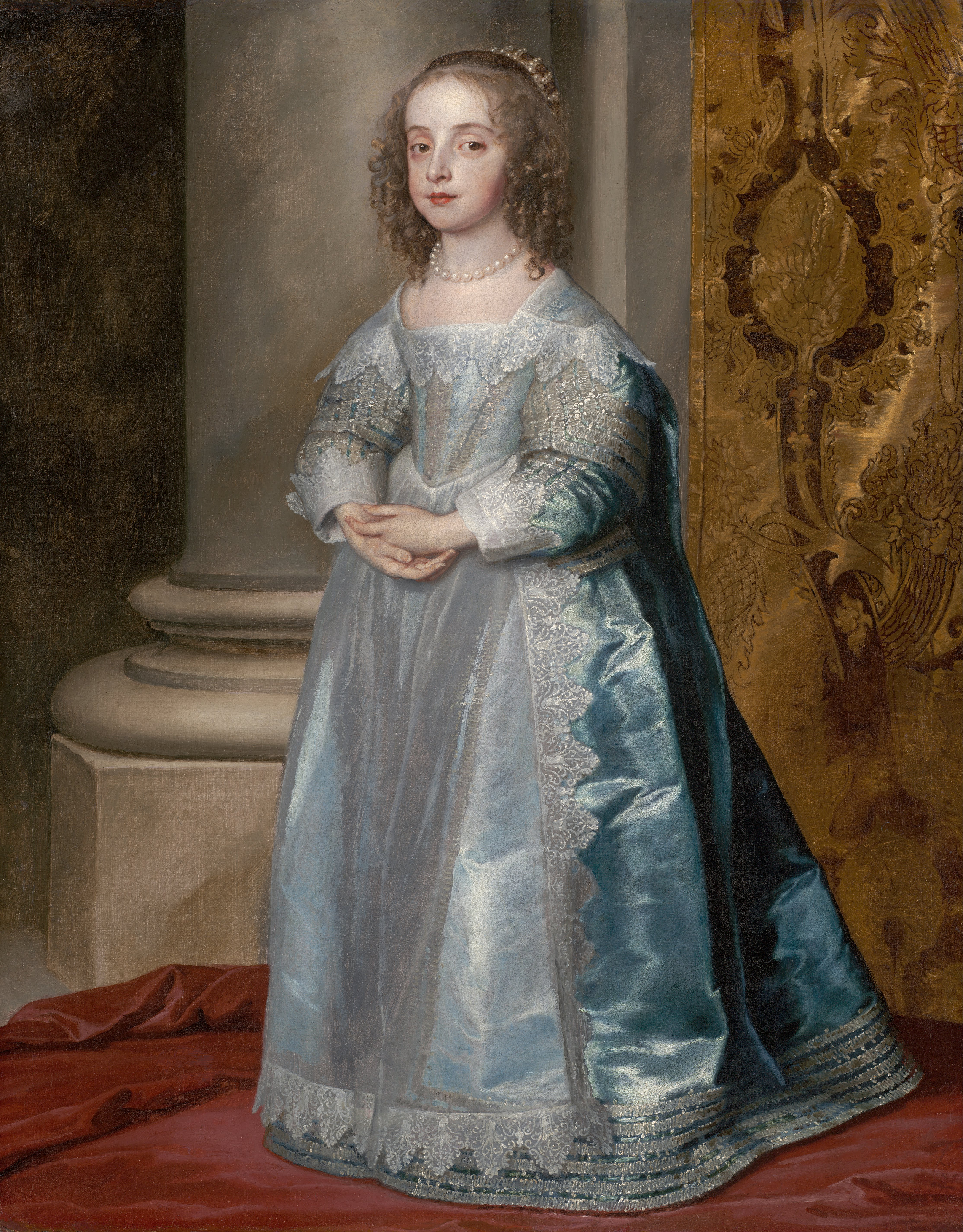
Марія Генрієтта Стюарт у 1637 році. Робота Антоніса ван Дейка

Принцеса Марія Генрієтта народилася 4 листопада 1631 року у палаці Святого Якова у Лондоні. Була третьою (другою серед тих, хто вижив) дитиною та старшою дочкою англійського короля Карла I та його дружини — Генрієтти Марії Французької. Принцеса була охрещена в той же день, коли народилася, оскільки були побоювання, що новонароджена дівчинка може померти; церемонію очолив Вільям Лод — архієпископ Кентерберійський. Дівчина отримала своє перше ім'я на честь бабусі за материнською лінією — королеви Франції Марії де Медічі. Перший публічний вихід за участі Марії відбувся у 1640 році під час хрещення принца Генрі; принцеса стала єдиною хрещеною матір'ю новонародженого принца.
Марія Генрієтта провела більшість дитинства разом із братами та сестрами у палаці Святого Якова, Ричмондському палаці та Гемптон-корті. Освітою принцес займалася Джин Кер, графиня Роксбург. Принцеса була відома завдяки своїм граційності, красі, манерам; до того ж, вона вміла добре танцювати, проте мала слабкі знання в науках. Мати дівчини, королева Генрієтта Марія, хотіла навернути доньку до католицизму, для чого вона найняла жінку, що поширювала католицькі погляди серед друзів принцеси, проте такі дії були швидко припинені королем Карлом I.
У січні 1640 року 8-річна Марія Генрієтта отримала свою першу шлюбну пропозицію від 13-річного Вільгельма — старшого сина Фредеріка Гендріка, принца Оранського. Мати потенційного нареченого, Амалія Зольмс-Браунфельська, свого часу була фрейліною Єлизавети Стюарт — королеви Богемії і тітки Марії Генрієтти, що пізніше відіграє значну роль у її житті. Пропозицію Оранського дому спочатку відхилив король Карл I, який збирався видати дочку заміж за Бальтазара Карлоса, принца Астурійського, єдиного на той час сина і наступника іспанського короля Філіпа IV, який, до того ж, доводився молодій принцесі двоюрідним братом. Передумовою такого шлюбу був перехід Марії Генрієтти до католицизму, але принцеса, що за наказом матері вивчала основи католицької віри, відмовлялася це робити. До того ж, її мати, дочка короля Франції, мала антиіспанські погляди і виступала проти союзу Англії з Іспанією. Карл Людвіг, майбутній курфюрст Пфальцу, двоюрідний брат Марії за батьківською лінією, був ще одним претендентом на шлюб із нею.

## Принцеса Оранська
Наприкінці 1630-х років відносини між різними фракціями англійського суспільства стали напруженими; суперечності щодо релігії, суспільних відносин, моралі та політичної влади ставали все більш гарячими. Водночас мати Марії Генрієтти, що відкрито сповідувала католицтво, ставала все більш небажаною в країні. Наприкінці 1640 — на початку 1641 року король Карл I вирішив відновити переговори з принцом Фредеріком Гендріком Оранським.

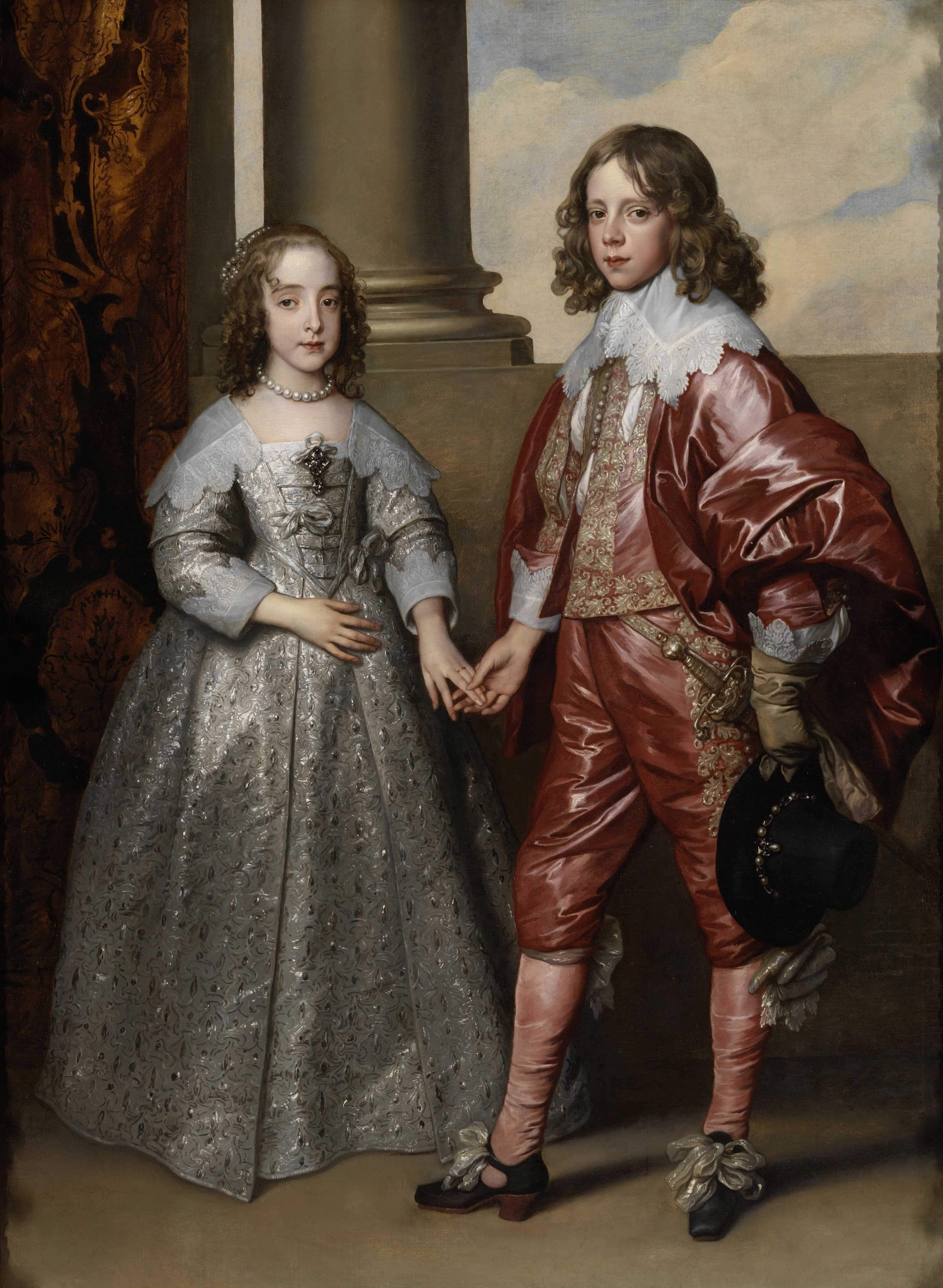
Заручені Вільгельм та Марія. Антоніс ван Дейк, 1641

Переговори просувалися швидко. 10 лютого 1641 року Карл I заявив парламенту, що заручини його доньки відбулися і потребують тільки формального підтвердження. Карл сам сподівався, що за потреби принц Оранський допоможе підтримувати королівську владу в Англії. Скромна шлюбна церемонія відбулася 2 травня 1641 року в Королівській каплиці палацу Вайтголл. Королева Генрієтта Марія не змогла взяти участь у релігійній церемонії, оскільки храм був протестантським; замість того, вона спостерігала за весіллям доньки із невеликої галереї. Весілля старшої дочки короля не святкувалося в Англії, оскільки країна була на межі війни, що розпочалася менш ніж за рік. Король подарував доньці кришталево-золоту склянку, прикрашену рубінами і діамантами із написом «AR», що належав Анні Данській, його матері.
Марію та Вільгельма привітали придворні, що також вручили їм кілька подарунків; в додаток, на честь наречених прогримів 120-гарматний залп. Після церемонії Вільгельм повернувся до Нідерландів. Згідно зі шлюбною угодою, Марія мала залишитися в Англії до свого 12-річчя, а її чоловік мав забезпечити її 1500 ліврами на рік для особистих потреб. На додачу у випадку передчасної смерті Вільгельма Марія Генрієтта мала отримувати 10 тисяч ліврів на рік та дві резиденції для особистого користування. Шлюбна угода також передбачала, що Марія та її англійські придворні, які прибудуть з нею до Нідерландів, можуть молитися на англіканський манір, не переходячи до Нідерландської реформатської церкви.
На початку 1642 року ситуація в країні загострилася. Марія та її батьки були змушені сховатися в Гемптон-корті, проте ситуація схилялася до відкритої війни. У лютому королева Генрієтта Марія та принцеса Марія Генрієтта відпливли до Гааги; вони пливли на нідерландському флоті з 15 кораблів. Марію до Нідерландів супроводжувала її гувернантка Кетрін Стангоуп, графиня Честерфілд, що пізніше стала її довіреною особою та компаньйонкою. Політично шлюб Марії та Вільгельма був використаний у 1643 році, коли Генрієтта Марія переконала нідерландський парламент виділити корабель допомоги для короля Карла I і відправити його до Англії.

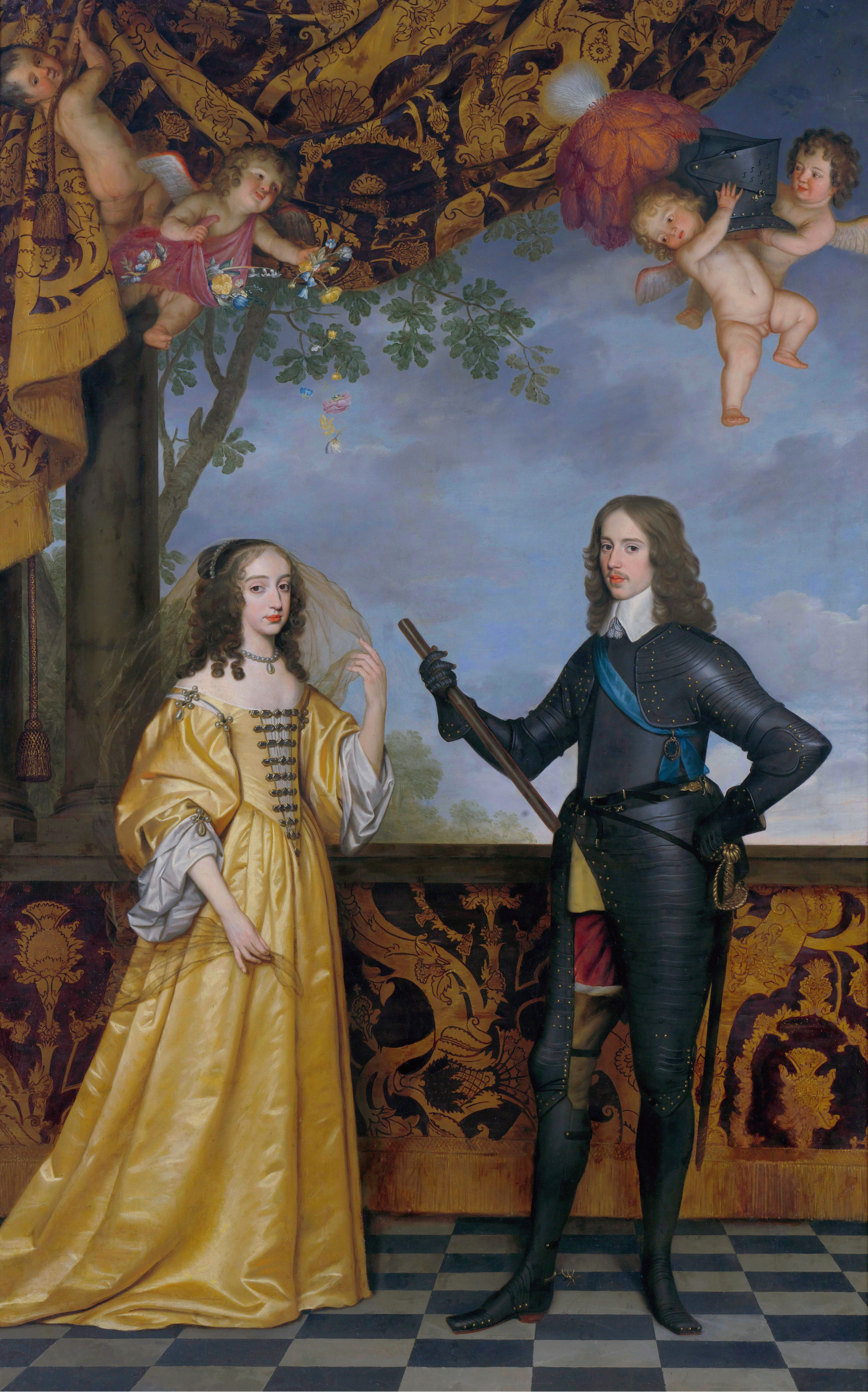
Марія, королівська принцеса, та Вільгельм II, принц Оранський. Герріт ван Гонтгорст, 1647

Незадовго перед відбуттям до Нідерландів принцеса Марія отримала від батька титул Королівської принцеси, започаткувавши таким чином традицію надання цього титулу старшим дочкам британських монархів. Титул був запроваджений, оскільки королева Генрієтта Марія, дочка французького короля Генріха IV, хотіла, щоб її дочка мала титул, подібний до французького «Madame Royale» — титулу старших дочок французьких королів. До цього часу старші дочки англійських і шотландських монархів титулувалися як леді або принцеса.

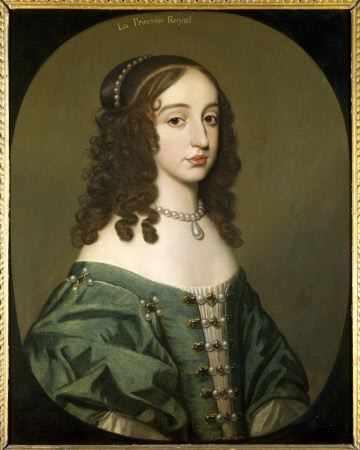
Марія Генрієтта Стюарт. Герріт ван Гонтгорст, 1647

У листопаді 1643 року друга шлюбна церемонія відбулася між 12-річною Марією та 17-річним Вільгельмом у Гаазі. Шлюб не був завершений до 1644 року. У лютому 1644 року Марія повністю увійшла в життя нідерландського двору. Вона давала авдієнції, зустрічалася з іноземними послами, виконувала всі функції, покладені на неї, незважаючи на доволі молодий вік. У березні 1644 року вона взяла участь у придворних святкуваннях з нагоди нещодавнього французько-нідерландського союзу і керувала розвагами, які її чоловік влаштував для французького посла.
Марія, постійно отримуючи новини із Англії, прихильно ставилася до справи свого батька. У грудні 1646 року вона надіслала йому листа (через голландське торгове судно), вмовляючи його втекти до Нідерландів, але Карл відмовився. У Гаазі Марія мала хороші стосунки зі своєю тіткою Єлизаветою Стюарт — засланою королевою Богемії. Проте принцеса не мала добрих взаємин зі своєю свекрухою Амалією, тож вона намагалася мінімізувати їхні контакти.
Принц Фредерік Гендрік Оранський помер 14 березня 1647 року. У день його смерті був скликаний парламент, який проголосив Вільгельма II спадкоємцем батька як штатгальтера та командувача армією; титули, що належали покійному свекрові Марії, перейшли до її чоловіка, і він став принцом Оранським. 1648 року Марію відвідали її брати: Карл, принц Уельський, та Яків, герцог Йоркський. 1649 року батько Марії був страчений; згодом Марія допомогла багатьом його прихильникам емігрувати. Серед тих, хто був під її патронатом, була Анна Гайд — майбутня дружина герцога Йоркського і мати двох англійських королев — Марії II та Анни.

## Регентство
Восени 1647 року у Марії Генрієтти стався викидень, після якого вона не могла завагітніти протягом кількох років. На початку 1650 року вона знову завагітніла. Наприкінці жовтня — на початку листопада того ж року, коли вже мала народитись дитина, принц Вільгельм II захворів на віспу і помер 6 листопада, незабаром після спроби захопити Амстердам у політичних опонентів; за 8 днів після його смерті, у свій дев'ятнадцятий день народження, Марія Генрієтта народила сина Вільгельма. Колиска новонародженого принца була закутана в чорну тканину, символізуючи скорботу за батьком. Оскільки титули штатгальтера Нідерландів та принца Оранського не успадковувалися, вони не були надані Вільгельмові одразу після народження.
Незадовго після народження сина Марія Генрієтта мала кілька конфліктів зі свекрухою. Вона мала намір назвати сина Карлом на честь короля Англії, страченого діда новонародженого, проте Амалія вирішила, що хлопчика назвуть Вільгельмом на честь батька, а окрім того, оскільки першим спадковим штатгальтером Нідерландів був Вільгельм I, а батько принца також хотів назвати сина цим ім'ям. Перемігши в суперечці за ім'я онука, Амалія зараз хотіла стати офіційним опікуном принца, посилаючись на те, що його мати була занадто молодою для цього. 13 серпня 1651 року Верховний суд Голландії та Зеландії вирішив, що право опікунства над принцом має бути поділене між Марією Генрієттою, її свекрухою Амалією та маркграфом Бранденбургу Фрідріхом Вільгельмом (чия дружина Луїза Генрієтта була старшою сестрою покійного Вільгельма II); маркграф був обраний як нейтральний опікун, що буде посередником між двома жінками, але також тому, що як можливий спадкоємець титулу принца Оранського він був зацікавлений у збереженні майна та коштів Оранської родини, адже Амалія побоювалася, що Марія Генрієтта їх розтратить.

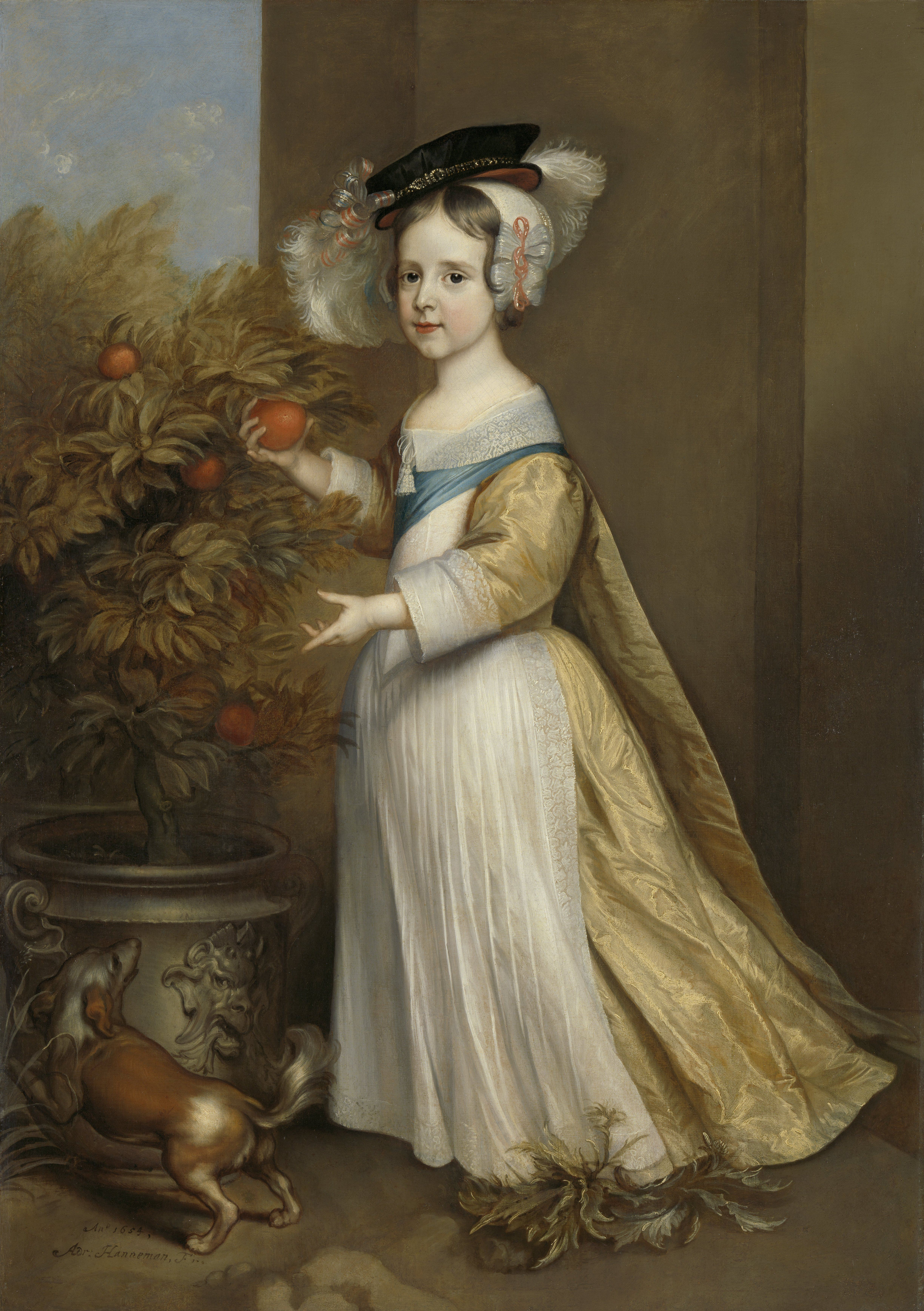
Вільгельм III у 4-річному віці., 1654

Загалом, Марія Генрієтта не була популярною в Нідерландах, що ставилися більш прихильно до Олівера Кромвеля; сама принцеса через такі вподобання нідерландців відмовилася найняти їх на службу до сина. У січні 1650 року Марія Генрієтта разом з братом Яковом та тіткою Єлизаветою планували скромно вшанувати пам'ять короля Карла I в річницю його страти, проте нідерландський уряд вважав будь-які скромні вшанування образливими для англійського уряду. Пізніше, коли посланців із Англії прийняли в Генеральних штатах, Марія Генрієтта виїхала до Бреди у статусі вдови, але вплив її прихильників завадив укласти англо-нідерландський союз. Після того як Марія у 1651 році таємно прийняла у себе свого брата Карла II, який вважав себе легітимним монархом Англії, нідерландський уряд заборонив їй приймати будь-кого зі своїх родичів. Дім Марії та її тітки називали «палацом гадюк», де організовувалися змови проти Нідерландів та кромвелівської Англії.
1652 року настрої в Нідерландах змінилися через початок першої англо-голландської війни. Син Марії був офіційно обраний штатгальтером Зеландії та кількох північних провінцій, проте Вітте де Вітт, республіканський лідер, запобіг обранню Вільгельма штатгальтером Голландії. Крім того, під час укладання мирного договору Кромвель наполіг на ухваленні Акту відсторонення, який забороняв Голландії обирати штатгальтером представника Оранської династії. Ще однією вимогою Кромвеля було вигнання усіх ворогів Англійської співдружності з Голландії. Марія Генрієтта офіційно виступила з протестом, проте він не був взятий до уваги, оскільки країні загрожувала громадянська війна; 27 травня 1654 року договір був підписаний.
Переживання Марії щодо долі її сина позначилися на стані її здоров'я. Щоб скоротити власні витрати на користь братів, вона відмовилася від двох із чотирьох палаців, наданих їй. У липні 1654 року вона поїхала на спа-курорт, де провела кілька тижнів, а потім відвідала брата Карла у Кельні, де тоді знаходився його двір. У жовтні вона повернулася до Нідерландів, але наступного року в липні знову поїхала до брата, інкогніто відвідала ярмарок у Франкфурті і повернулася додому 15 листопада. У січні 1656 року Марія поїхала до Парижа, де жили її мати та сестра Генрієтта і де була прийнята з усіма почестями.

## Останні роки та смерть

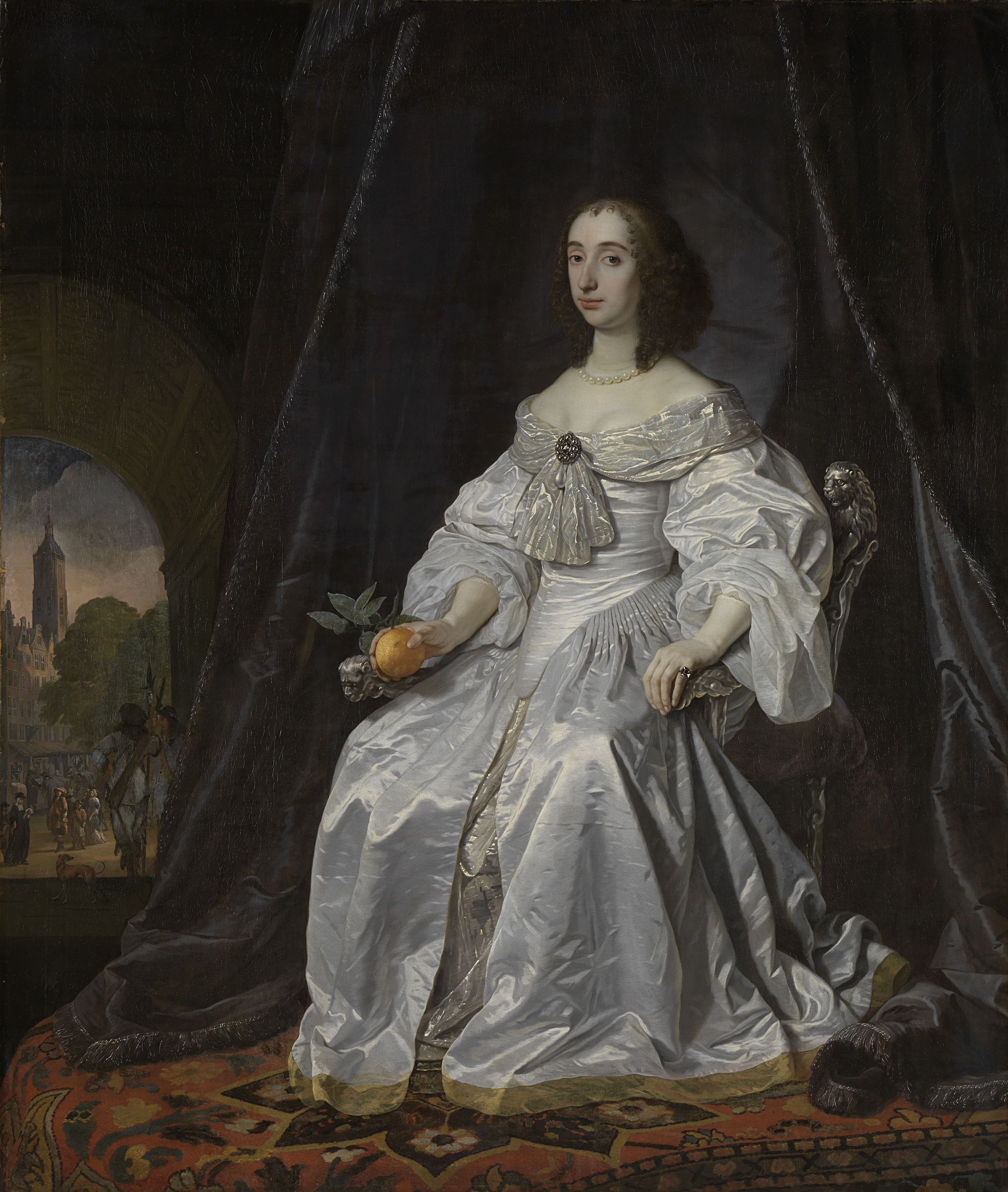
Марія Стюарт як вдова. Бартоломеус ван дер Гелст, 1652

У Нідерландах вдову Марію Генрієтту відвідала низка прихильників, серед яких був Джордж Вільєрс, 2-й герцог Букінгем. За свідченнями сучасників, Карл Еммануїл II, герцог Савої, Ернст Август, герцог Брауншвейг-Люнебургу, та його брат Георг Вільгельм також зустрілися із Марією Генрієттою у Парижі. На додачу кардинал Мазаріні особливо прихильно ставився до принцеси та поширював чутки про нібито її роман з бароном Генрі Джермином — членом родини її брата Якова, герцога Йоркського. Чутки, ймовірно, були неправдивими, але Карл II сприйняв їх серйозно і вирішив обмежити контакти Марії Генрієтти з бароном. 21 листопада 1656 року Марія покинула Париж і після двох місяців перебування при дворі брата в Брюгге повернулася до Гааги. Повернувшись, Марія Генрієтта дізналася, що її свекруха Амалія пропонувала її братові Карлу II руку своєї дочки Генрієтти Катерини, що засмутило принцесу. 1658 року Амалія намагалася домогтися встановлення для онука єдиного регента, проте Марія за підтримки своїх французьких родичів перешкодила таким планам.
У листопаді 1659 року Марія відправила сина навчатися до Лейденського університету. 14 травня 1660 року нідерландський парламент повідомив Марію про реставрацію Стюартів в Англії та сходження на престол її брата — короля Карла II. Кількома днями пізніше вона взяла участь у святкуваннях в Гаазі із цієї нагоди. Відтоді Марія Генрієтта зайняла третє місце в лінії успадкування англійського престолу після братів Якова та Генріха, що помер пізніше того ж року. Поновлений статус Марії як англійської принцеси вплинув на покращення ставлення до неї в Нідерландах: в усіх містах, через які проїжджала Марія із сином або в яких вони брали участь в урочистих заходах, їх приймали з почестями. Після реставрації Стюартів було оголошено, що Акт відсторонення більше недійсний, оскільки Англійська республіка більше не існує. 1660 року Марія разом зі свекрухою намагалися домогтися у кількох провінціях рішення про призначення принца Вільгельма майбутнім штатгальтером, проте багато провінцій відмовили їм у цьому.
30 вересня 1660 року Марія відпливла до Англії, де її радо прийняли у королівському дворі. Після прибуття до Лондона Марія Генрієтта була неприємно здивована тим, що король Карл II погодив шлюб герцога Йоркського Якова із її колишньою фрейліною Анною Гайд, адже в такому випадку всі їхні нащадки також матимуть титули принців і принцес. Це настільки засмутило Марію Генрієтту, що вона вирішила скоротити час перебування на батьківщині. Вона відвідала офіційне богослужіння в каплиці палацу Вайтголл, а також організувала у палаці прийом Еліаса Ешмола, який продемонстрував їй деякі анатомічні цікавинки. Вона прийняла грошовий подарунок від парламенту, отриманий за листом від 7 листопада, і почала вимагати давно обіцяне придане за шлюб. Для цього король створив окрему комісію. У листопаді 1660 року Марія Генрієтта зустрілася із посольством Нідерландів, яке прибуло для відновлення союзу з Англією.
20 грудня 1660 року королівським двором поширилася звістка про те, що принцеса важко захворіла на віспу. Дізнавшись про це, матір принцеси, Генрієтта Марія, підійшла до ліжка дочки і востаннє спробувала навернути її до католицтва, проте безуспішно. Королева-мати домоглася того, щоб принцесу лікував французький лікар, що, як вважали сучасники, було фатальним рішенням, адже він був прихильником лікування методом кровопускання. 24 грудня Марія підписала свій заповіт і померла. За її бажанням її поховали у Вестмінстерському абатстві поряд з братом Генріхом, герцогом Глостерським, який також помер від віспи у вересні 1660 року.
У своєму заповіті Марія просила брата, короля Карла II, дбати про свого 10-річного сина Вільгельма, єдиною регенткою якого тепер залишилася її свекруха Амалія. 1672 року Вільгельм був обраний штатгальтером п'яти нідерландських провінцій. 1688 року, після «Славної революції», він захопив престол Англії і правив під ім'ям Вільгельм III до смерті у 1702 році.

## Генеалогія
|  |                              |  |  |  |  |  |  |  |  |  |  |  |  |
|  | Генріх Стюарт, лорд Дарнлі   |  |  |  |  |  |  |  |  |  |  |  |  |
|  |                              |  |  |  |  |  |  |  |  |  |  |  |  |
|  |                              |  |  |  |  |  |  |  |  |  |  |  |  |
|  | Яків I (VI)                  |  |  |  |  |  |  |  |  |  |  |  |  |
|  |                              |  |  |  |  |  |  |  |  |  |  |  |  |
|  |                              |  |  |  |  |  |  |  |  |  |  |  |  |
|  | Марія I Стюарт               |  |  |  |  |  |  |  |  |  |  |  |  |
|  |                              |  |  |  |  |  |  |  |  |  |  |  |  |
|  |                              |  |  |  |  |  |  |  |  |  |  |  |  |
|  | Карл I                       |  |  |  |  |  |  |  |  |  |  |  |  |
|  |                              |  |  |  |  |  |  |  |  |  |  |  |  |
|  |                              |  |  |  |  |  |  |  |  |  |  |  |  |
|  | Фредерік II                  |  |  |  |  |  |  |  |  |  |  |  |  |
|  |                              |  |  |  |  |  |  |  |  |  |  |  |  |
|  |                              |  |  |  |  |  |  |  |  |  |  |  |  |
|  | Анна Данська                 |  |  |  |  |  |  |  |  |  |  |  |  |
|  |                              |  |  |  |  |  |  |  |  |  |  |  |  |
|  |                              |  |  |  |  |  |  |  |  |  |  |  |  |
|  | Софія Мекленбург-Ґюстровська |  |  |  |  |  |  |  |  |  |  |  |  |
|  |                              |  |  |  |  |  |  |  |  |  |  |  |  |
|  |                              |  |  |  |  |  |  |  |  |  |  |  |  |
|  | Марія Генрієтта Стюарт       |  |  |  |  |  |  |  |  |  |  |  |  |
|  |                              |  |  |  |  |  |  |  |  |  |  |  |  |
|  |                              |  |  |  |  |  |  |  |  |  |  |  |  |
|  | Антуан де Бурбон             |  |  |  |  |  |  |  |  |  |  |  |  |
|  |                              |  |  |  |  |  |  |  |  |  |  |  |  |
|  |                              |  |  |  |  |  |  |  |  |  |  |  |  |
|  | Генріх IV                    |  |  |  |  |  |  |  |  |  |  |  |  |
|  |                              |  |  |  |  |  |  |  |  |  |  |  |  |
|  |                              |  |  |  |  |  |  |  |  |  |  |  |  |
|  | Жанна III                    |  |  |  |  |  |  |  |  |  |  |  |  |
|  |                              |  |  |  |  |  |  |  |  |  |  |  |  |
|  |                              |  |  |  |  |  |  |  |  |  |  |  |  |
|  | Генрієтта Марія Французька   |  |  |  |  |  |  |  |  |  |  |  |  |
|  |                              |  |  |  |  |  |  |  |  |  |  |  |  |
|  |                              |  |  |  |  |  |  |  |  |  |  |  |  |
|  | Франческо I Медічі           |  |  |  |  |  |  |  |  |  |  |  |  |
|  |                              |  |  |  |  |  |  |  |  |  |  |  |  |
|  |                              |  |  |  |  |  |  |  |  |  |  |  |  |
|  | Марія Медічі                 |  |  |  |  |  |  |  |  |  |  |  |  |
|  |                              |  |  |  |  |  |  |  |  |  |  |  |  |
|  |                              |  |  |  |  |  |  |  |  |  |  |  |  |
|  | Йоганна Австрійська          |  |  |  |  |  |  |  |  |  |  |  |  |
|  |                              |  |  |  |  |  |  |  |  |  |  |  |  |
|  |                              |  |  |  |  |  |  |  |  |  |  |  |  |